# Alaocephala delarouzei
Alaocephala delarouzei é uma espécie de insetos coleópteros polífagos pertencente à família Raymondionymidae.
A autoridade científica da espécie é Ch. Brisout, tendo sido descrita no ano de 1861.
Trata-se de uma espécie presente no território português.